# Gigantochloa atter
Gigantochloa atter là một loài thực vật có hoa trong họ Hòa thảo. Loài này được (Hassk.) Kurz mô tả khoa học đầu tiên năm 1864.